# Sant Joan Baptista de Batea
Sant Joan Baptista de Batea és una església de Batea (Terra Alta) inclosa a l'Inventari del Patrimoni Arquitectònic de Catalunya.

## Descripció
Aquesta, és la més antiga de totes les capelles del calvari i data del 1625. D'uns 3,5 x 3,5 m., té la planta rectangular i cap finestra. Coberta a dues aigües, el ràfec està fet amb lloses de pedra, així com la resta de la teulada. La portada és de mig punt i està adovellada, amb petits bordons als brancals. A sobre, hi ha una cornisa motllurada i un frontó triangular on hi ha una inscripció esculpida sobre la pedra. El conjunt està coronat amb una espadanya de pedra.

## Història
La inscripció del front diu: "SEGUNDA ESTACI?/POR SER TV CULPA INFINITA/LA FA XPO H? CARGAD/Y ES GRAVE TV PECADO/QUE TU PERDON FACILITA/ ~AÑO 1625~".